# Thomas Chalmers (Theologe)

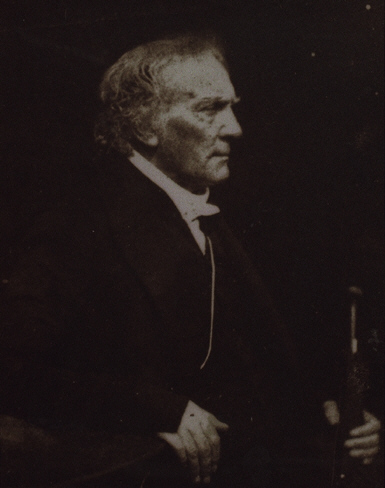
Thomas Chalmers

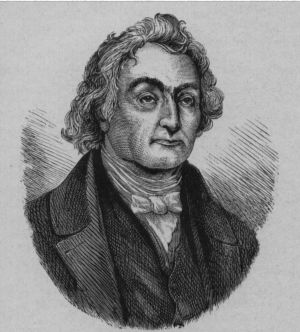
Thomas Chalmers

Thomas Chalmers (* 17. März 1780 bei Anstruther-Easter in Fifeshire, Schottland; † 31. Mai 1847 in Edinburgh) war ein schottischer reformierter Theologe und Schriftsteller. Er begründete die Freie Kirche Schottlands.

## Leben
Chalmers wuchs als eins von 14 Kindern eines streng calvinistischen Kleinunternehmers auf. Er besuchte ab 1791 ein College in St Andrews und studierte anschließend an der University of St Andrews Evangelische Theologie, Mathematik, Chemie und Astronomie. Schon 1799 wurde er zum Pfarramt zugelassen, erlangte aber zunächst keine Stelle. So setzte er seine Studien in St. Andrews fort und hielt auch selbst dort Vorlesungen über Mathematik. Dies setzte er auch fort, als er 1803 in Kilmany Pfarrer geworden war, denn eine akademische Karriere schien ihm wichtiger als seine Amtspflichten. Zur Untersuchung der 1806 von Napoleon gegen das Vereinigte Königreich verhängten Kontinentalsperre betrieb er auch nationalökonomische Studien und veröffentlichte 1808 sein erstes Werk: Inquiry into the Extent and Stability of National Resources. 1810/11 aber bekehrte er sich unter dem Einfluss einer Schrift von William Wilberforce, einem Anführer der englischen Erweckungsbewegung, zu einer evangelikalen Frömmigkeit. Von da an intensivierte er seine Gemeindearbeit und setzte sich für Missions- und Bibelgesellschaften ein.
Im Jahr 1815 wurde er als Pfarrer an die St George’s Tron Church in der Innenstadt von Glasgow berufen. Er setzte sich dafür ein, dass in der durch starkes Bevölkerungswachstum geprägten Industriestadt neue Kirchengemeinden errichtet wurden, und übernahm selbst im Herbst 1819 das Pfarramt an der St John's Parish Church im Arbeiterviertel Kelvindale. Dort etablierte er ein neues System der Armenfürsorge, das auf der Förderung von Eigeninitiative und Engagement beruhen sollte. Zu diesem Zweck teilte Chalmers die riesige Stadtgemeinde in überschaubare Bezirke ein, in denen freiwillige Laien Hausbesuche machten und praktische Hilfe anboten. Diese Männer, in denen das altreformierte Diakonenamt wieder erstand, entlasteten den Pfarrer und die Ältesten, die sich ganz auf ihre seelsorgerliche Aufgabe konzentrieren konnten. Das System der kirchlichen Armenpflege ließ sich auf die Dauer nicht aufrechterhalten, aber seine Grundprinzipien beeinflussten das Elberfelder System und hatten so großen Einfluss auf die staatliche Sozialpolitik. Auch die Pioniere der evangelischen Diakonie in Deutschland, Theodor Fliedner und Johann Hinrich Wichern, standen unter Chalmers’ Einfluss.
1823 übernahm Chalmers die Professur für Moralphilosophie an der Universität St Andrews, wo er sich überwiegend mit nationalökonomischen Fragen beschäftigte. 1828 wechselte er auf eine Professur für Theologie an der Universität Edinburgh. Hier wurde er zum Führer der „evangelikalen“ Fraktion in der General Assembly, dem gesetzgebenden Gremium der Church of Scotland, und amtierte 1832 als Moderator. Sein besonderes Engagement galt weiterhin der Präsenz der Kirche in den industriellen Zentren, und so konnten zwischen 1834 und 1841 220 neue Kirchen gebaut werden. 1834 wurde er Mitglied der Royal Society of Edinburgh.
Schon seit 1834 hatte die General Assembly durch ein Gesetz durchzusetzen versucht, dass den Gemeinden bei der Pfarrstellenbesetzung ein Vetorecht gegen von den Patronatsherren präsentierte ungeeignete Kandidaten zukommen sollte. Chalmers war der Anführer der Nonintrusionists, die gegenüber der staatlichen Macht die Selbständigkeit der Kirche forderten, weil nur Christus allein und keine fremden Herren in der Kirche herrschen dürfen. Das von den Adligen dominierte Londoner House of Lords wollte aber keine Einschränkung am Recht der Patrone auf Einsetzung der Pfarrer zulassen. Als alle Vermittlungsversuche gescheitert waren, zog Chalmers am 18. Mai 1843 mit der Mehrheit der Anwesenden aus der Generalversammlung aus (die sog. disruption) und gründete die Free Church of Scotland, in der er als erster Moderator fungierte. Etwa die Hälfte der Mitglieder und gut ein Drittel der Pfarrerschaft schlossen sich der neuen Freikirche an, deren Aufbau und Organisation von Chalmers besonders geprägt wurde. Er gab seine Professur an der staatlichen Universität auf und wurde im November 1843 Gründungsrektor der neugegründeten theologischen Ausbildungsstätte der Free Church (heute als New College Teil der University of Edinburgh).
Chalmers sah den Auszug aus der Staatskirche als erzwungen, lehnte aber das von den Dissentern und anderen Freikirchen vertretene Freiwilligkeitsprinzip ab. Um den Gegensatz zwischen Staatskirchen und Freikirchen nicht zu tief werden zu lassen, betrieb er seit Juli 1843 die Gründung der Evangelischen Allianz. An der Gründungsversammlung im Sommer 1846 nahm er aber selbst schon nicht mehr teil.
Thomas Chalmers war seit dem 30. November 1798 ein Mitglied im Bund der Freimaurer, seine Loge St. Vigean 101 ist in Arbroath ansässig.

## Werk

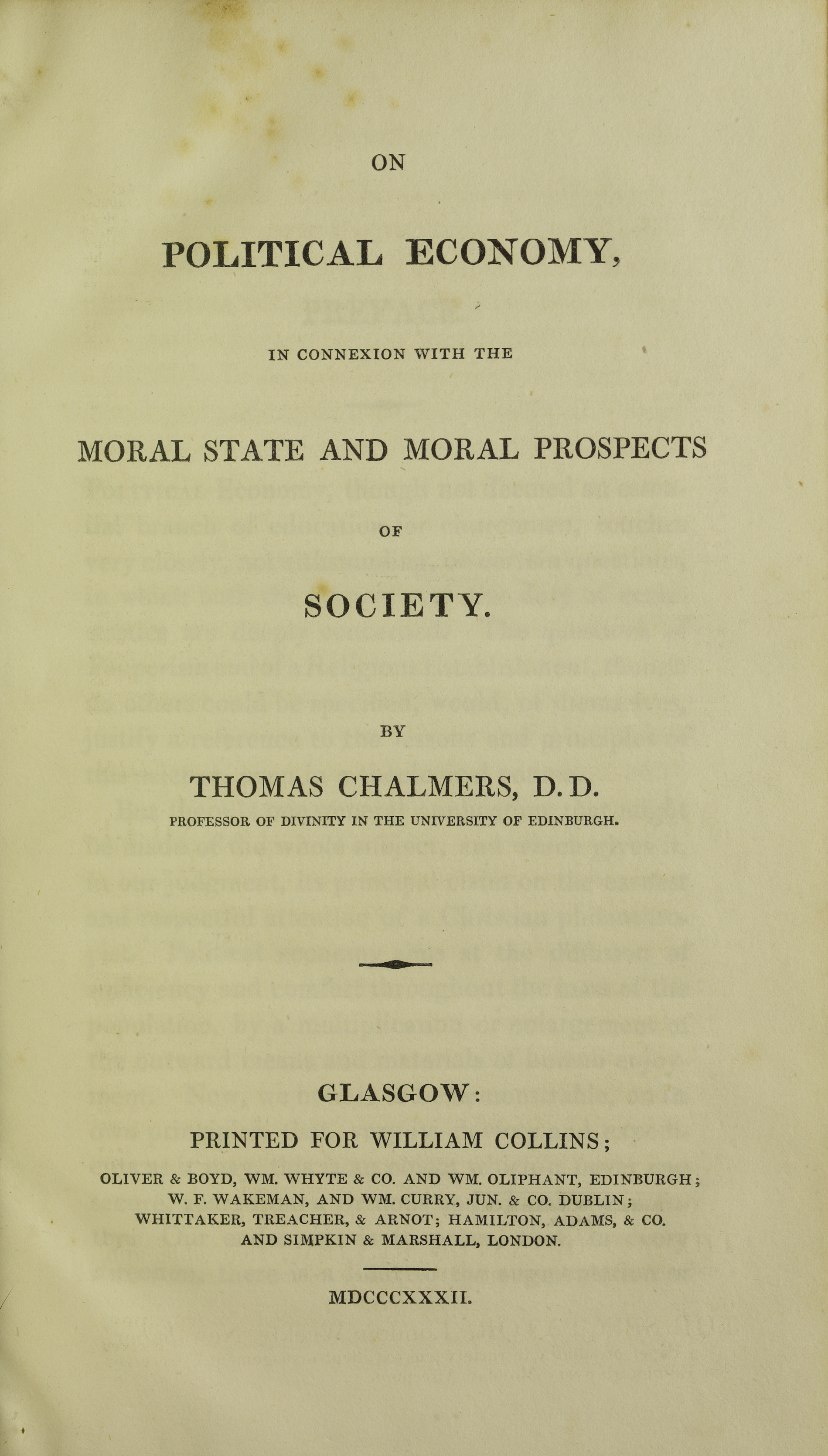
On political economy, 1832

Seine Schriften umfassen 38 Bände, die sich meist in apologetischer Weise mit Theologie beschäftigen, unter anderem sein Beitrag zu den Bridgewater Treatises. Er galt auch als mitreißender Prediger.
Seine Studien, die Theologie mit den Naturwissenschaften und der Volkswirtschaft verbanden, übten einen belebenden Einfluss auf die Kirche seiner Zeit aus.

## Familie

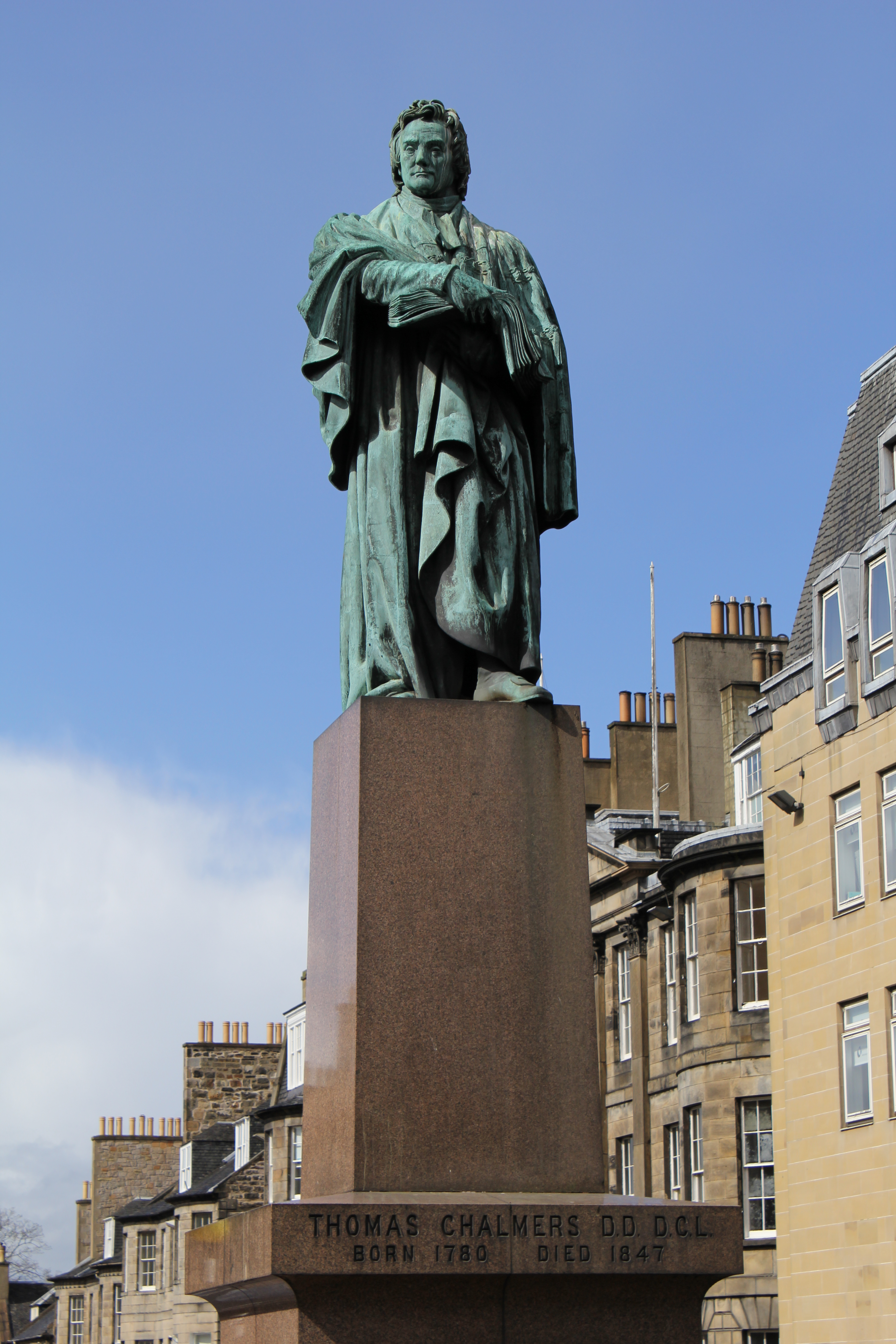
Statue von Chalmers in der George Street in Edinburgh

Chalmers war seit 1812 mit Grace Pratt, der Tochter eines Offiziers, verheiratet. Seine älteste Tochter Anne (1813–1891) heiratete 1836 den Pfarrer William Hanna, der später der erste Biograph seines Schwiegervaters wurde.

## Ehrungen
1878 wurde in der George Street in Edinburgh ein Denkmal mit einer von John Steell geschaffenen Statue aufgestellt. Im Wallace Monument bei Stirling steht in der Hall of Heroes eine von David Watson Stevenson 1889 geschaffene Skulptur. Die neuseeländische Stadt Port Chalmers und die Chalmers Memorial Church sind nach ihm benannt.

## Schriften (Auswahl)
- On the power, wisdom, and goodness of God as manifested in the adaptation of external nature to the moral and intellectual constitution of man. 2 Bände, William Pickering, London 1833 (Band 1, Band 2).